# VIS-AVTO
VIS-AVTO (en russe : ВИС-АВТО) est un fabricant russe de pick-up et de composants automobiles, situé à Togliatti, dans l'oblast de Samara.

## Histoire
VAZInterService a été fondée en 1991 en tant que filiale d'AvtoVAZ pour produire des pièces de véhicules Lada. En 2003, la société a été scindée en une entité indépendante, fonctionnant comme une société anonyme fermée.
Auparavant, VIS-AUTO produisait des camionnettes et des fourgonnettes sur les plates-formes Lada 2105 et Lada 2107 (VIS-2345, VIS-23452, VIS-23454, VIS-234500-30), Lada Samara (VIS-1705, VIS-1706, VIS-2347, VIS-23472). Actuellement, elle produit des fourgonnettes et des camionnettes sur les plates-formes Lada Granta et Lada Largus, ainsi que des véhicules tout-terrain sous la marque Bronto sur la plate-forme Lada Niva.

## Galerie

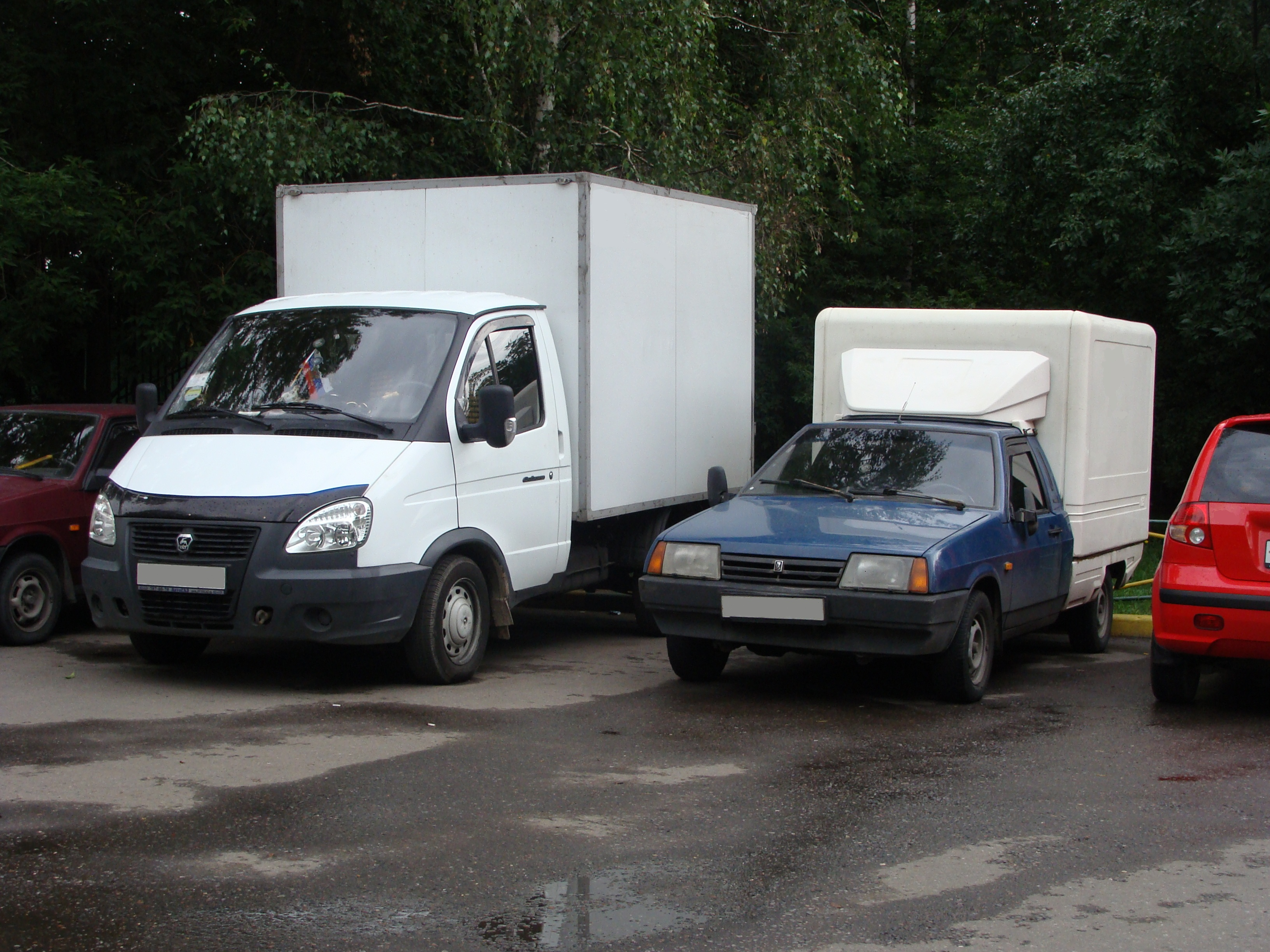
Comparaison des véhicules VIS et GAZ Sobol.
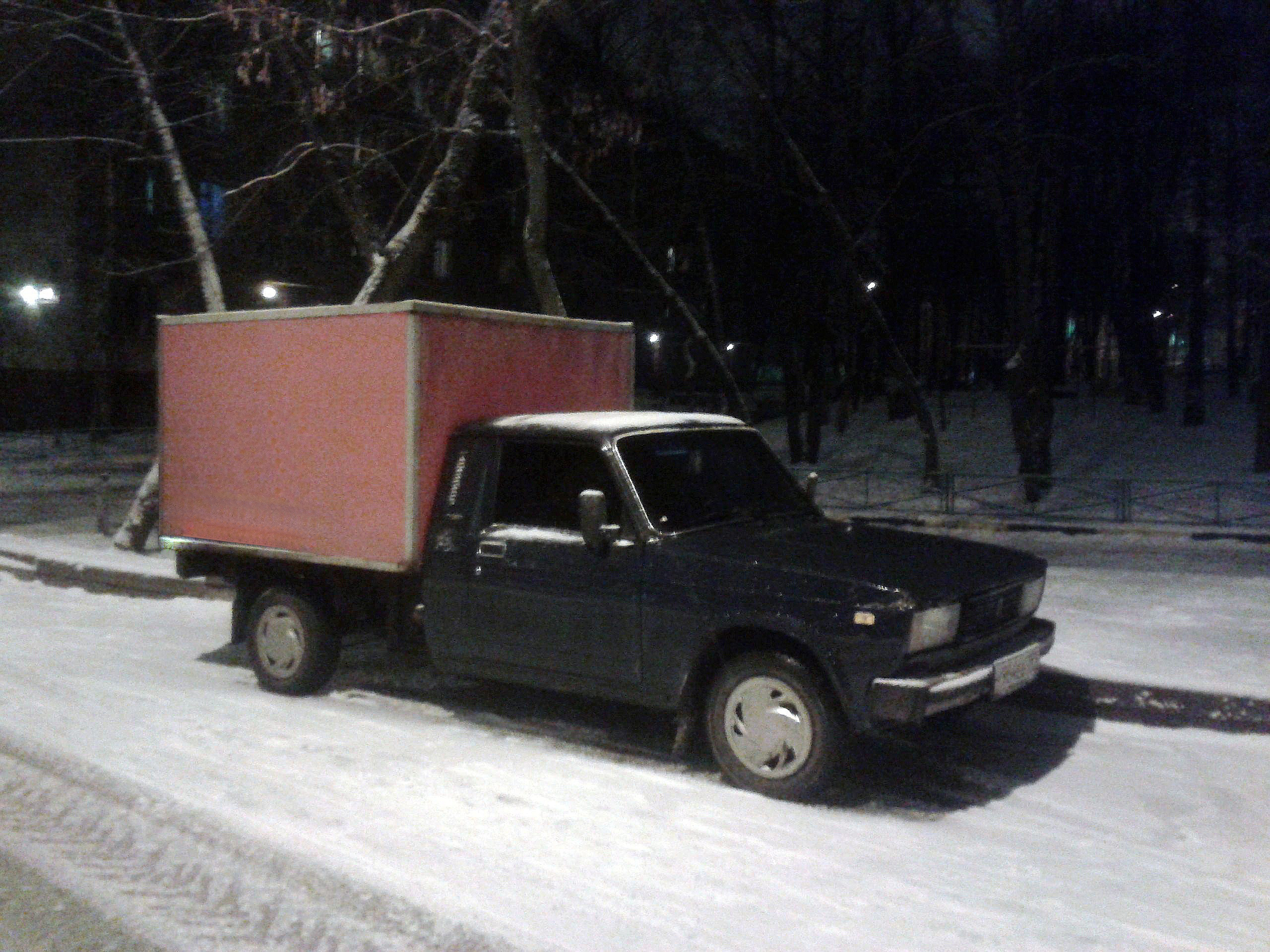
VIS-234500
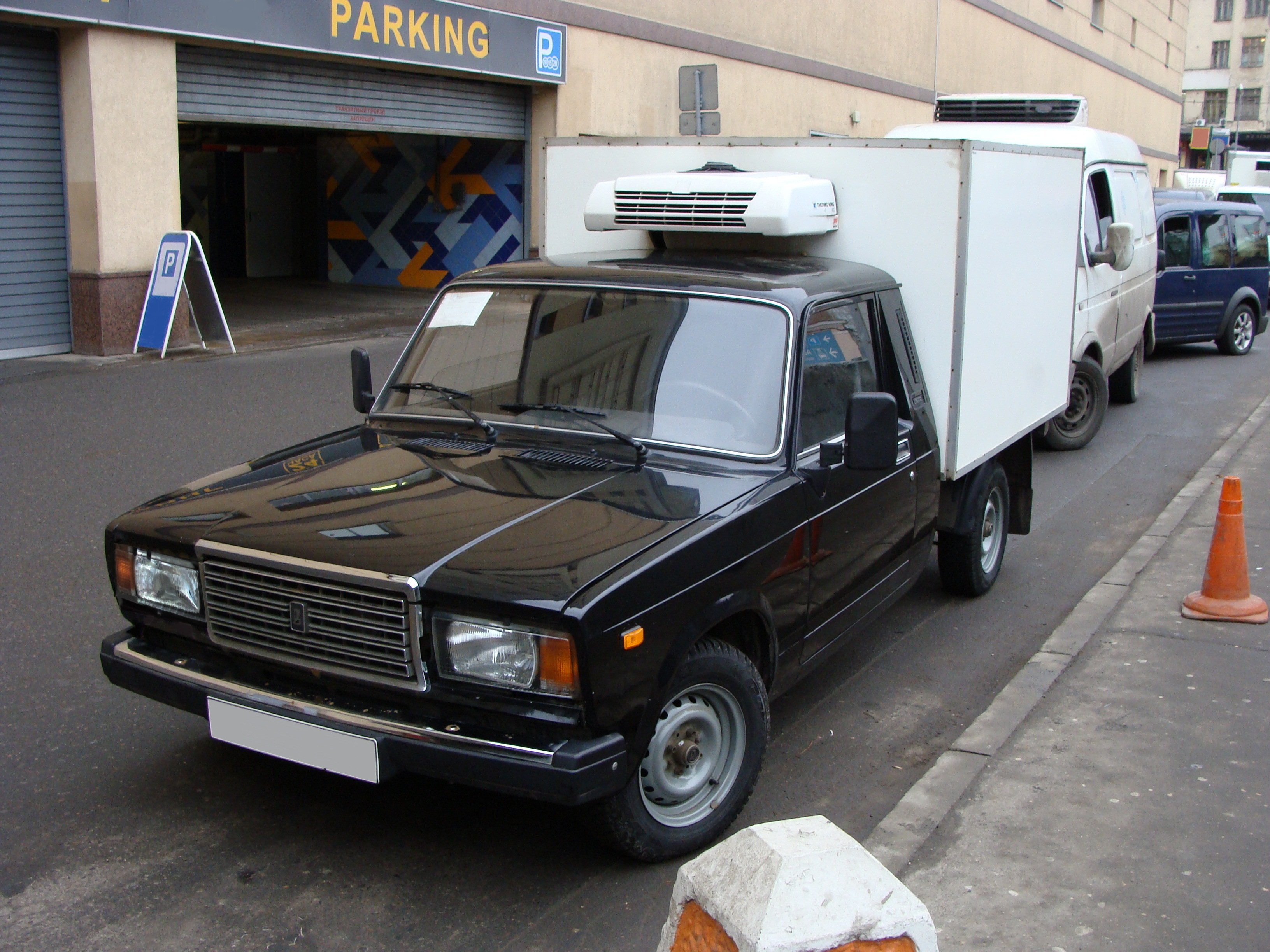
VIS-234500-30
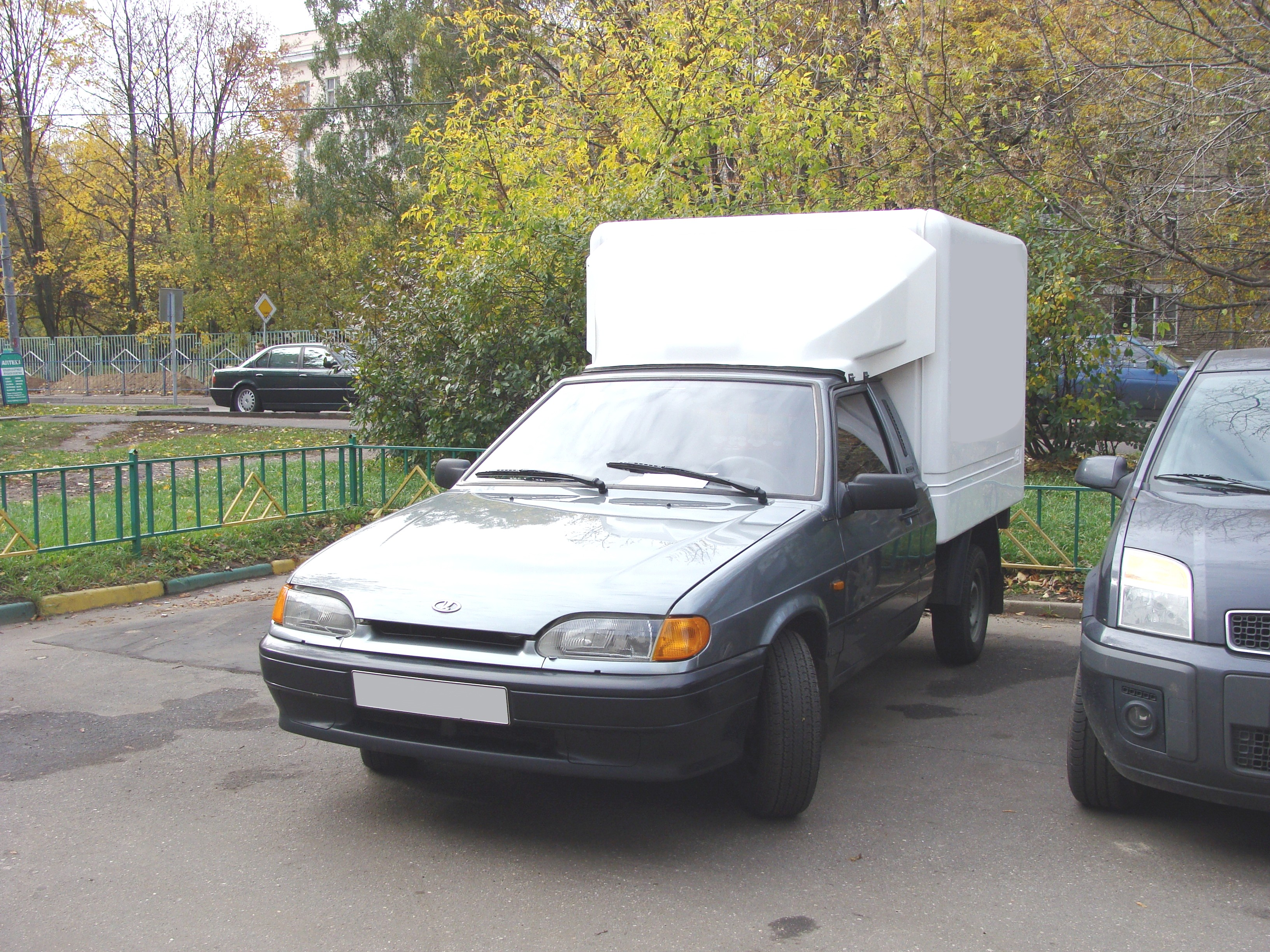
VIS-234700-30
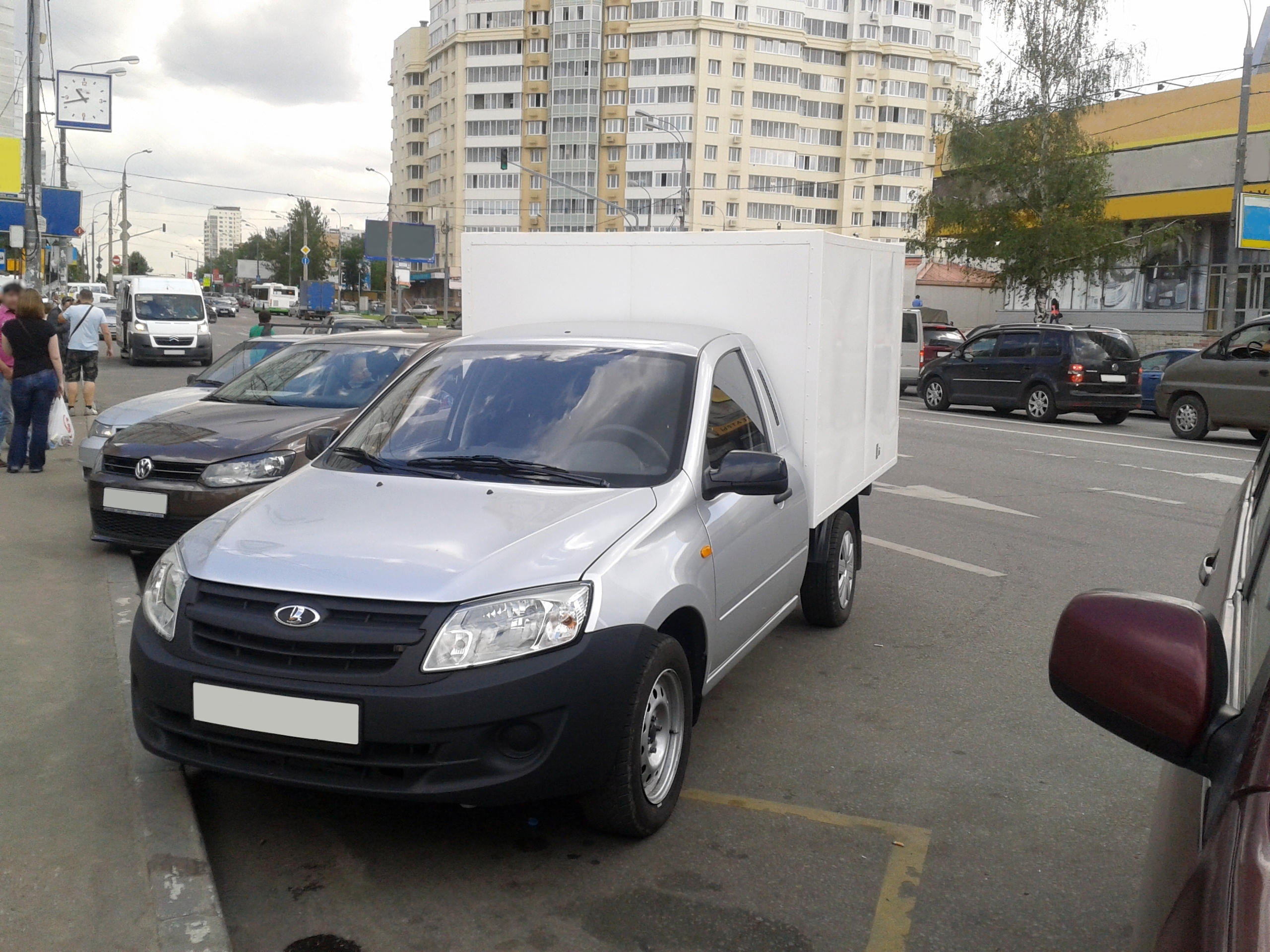
VIS-234900-40
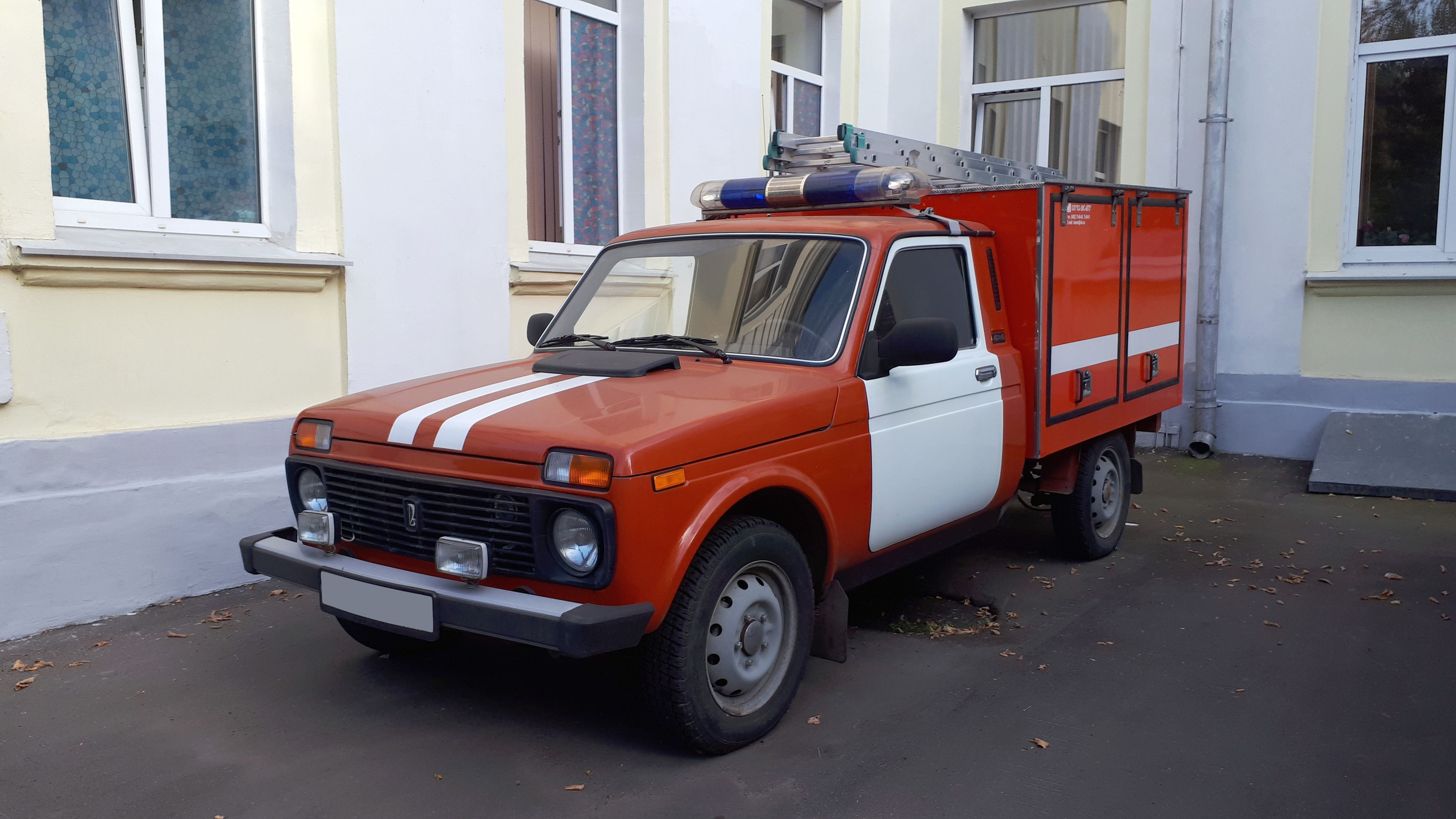
VIS-294601
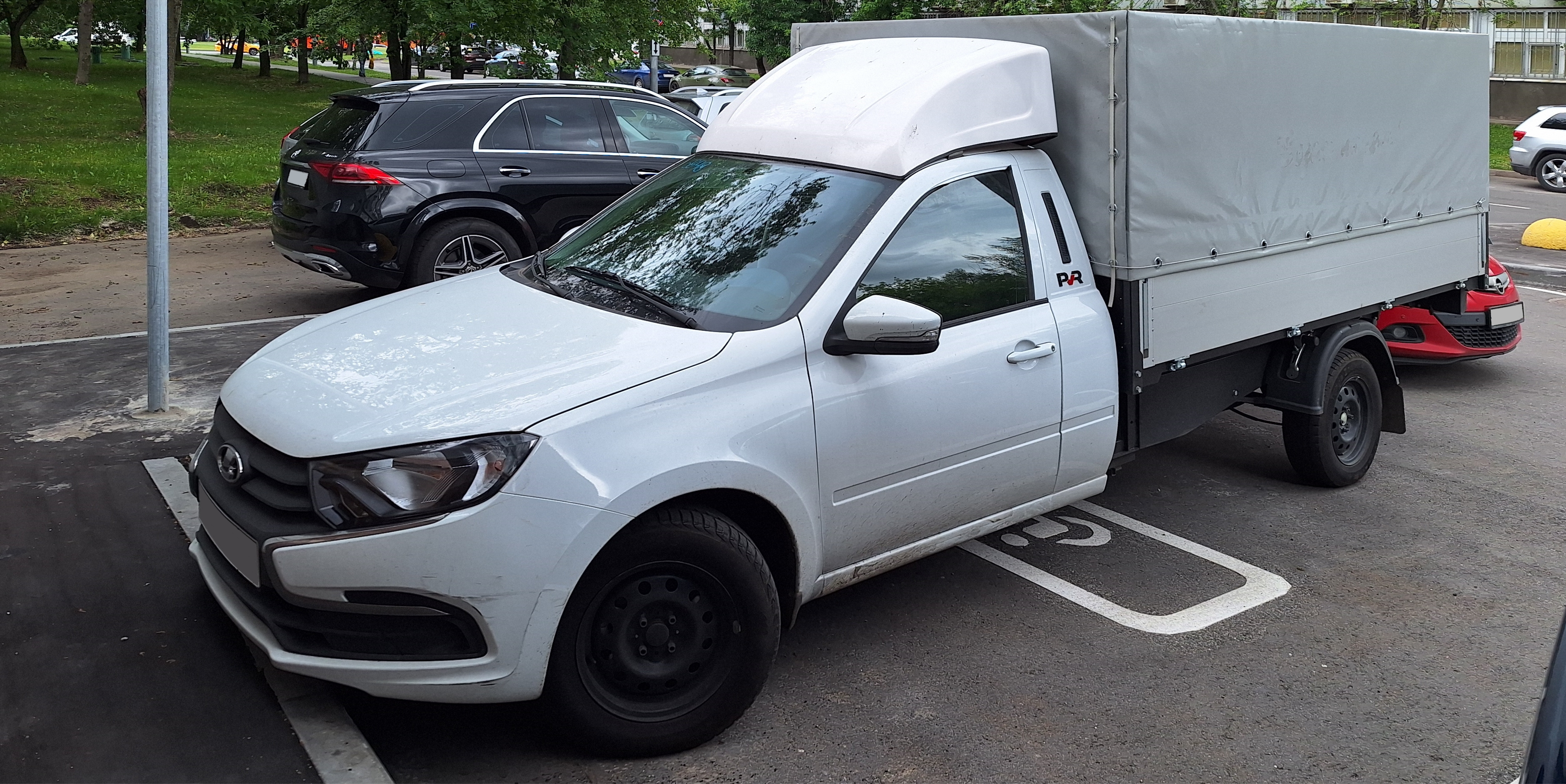
PVR-235700